# Коммунистическая партия Гондураса

Коммунистическая партия Гондураса (КПГ; исп. Partido Comunista de Honduras) — коммунистическая политическая партия Гондураса, существовавшая в 1954 — 1990 годах.

## История
Основана в 1927 на базе гондурасского отделения Коммунистической партии Центральной Америки, созданного в 1924 в Тегусигальпе, и местных марксистских групп. В начале 1930-х в ответ на крупные выступления трудящихся Гондураса партия была разгромлена реакционными силами.
Воссоздана 10 октября 1954 на I Национальной конференции, проходившей в Сан-Педро-Сула. У истоков создания партии находилась Гондурасская демократическая революционная партия. Будучи нелегальной с самого основания, партия имела сильное влияние в профсоюзном движении, особенно среди рабочих банановых плантаций. В 1954 КПГ осуществляла руководство крупнейшей в истории страны стачкой трудящихся.
На I съезде партии (1958) было утверждено обращение «За свободный, независимый и суверенный Гондурас», а также устав партии. На II пленуме ЦК была принята программа партии.
С 1969 партия действовала полулегально. Партия начала активную работу в крупнейших профсоюзах, среди крестьян и студентов. К концу 1970-х партия достигла пика своей численности.
КПГ участвовала в Международном совещании коммунистических и рабочих партий 1957, 1960 и 1969 годов.
На II (1972) и III (1977) съездах партии принимались новые программы и уставы. Третий съезд определил курс КПГ на поддержку национального плана развития и борьбы против реакции.
Под влиянием Сандинистской революции в Никарагуа Февральский пленум КПГ (1980) принял документ, в котором обосновывалась необходимость перехода от традиционных методов борьбы к вооружённым формам. Это привело к выходу из партии части её членов, которые сочли новый курс чересчур радикальным. Другие члены, наоборот, восприняли документ как призыв к немедленному началу вооружённой борьбы. На Июльском пленуме (1980) из КПГ была исключена фракционная группа, стремившуюся превратить КПГ из марксистско-ленинской партии рабочего класса в военно-политическую организацию.
На первых после череды военных режимов президентских выборах, прошедших 29 ноября 1981 года, Гондурасский патриотический фронт и входящая в него КПГ предприняли безуспешную попытку призыва к бойкоту выборов.
В условиях политической борьбы в соседних Никарагуа, Сальвадоре и Гватемале, правительство Гондураса развернуло репрессии против революционного движения в стране. Так, в 1982 году на генсека КПГ Ригоберто Падилья Руша был совершен ряд покушений, а в январе 1983 ультраправыми бандитами был убит заместитель генсека партии Эрминио Дерас. В этих условиях ЦК партии было принято решение предать особые полномочия Политическому комитету ЦК КПГ. В ходе работы по сохранению единства партии к 1983 году наметилась тенденция к стабилизации её политической линии.
На заседании Политкомитета ЦК в июле 1983 были пересмотрены направления стратегической деятельности партии; характер гондурасской революции на том этапе был определён как демократический и национально-освободительный; была принята программа из 9 пунктов.
В условиях подъёма народной борьбы после 1983 года КПГ развернула работу по созданию единого фронта левых сил. Совместно с другими левыми партиями КПГ вела работу по поддержку Никарагуанской революции и недопущению нападения с территории Гондураса никарагуанских «контрас» и антипартизанских отрядов Сальвадора.
Руководство КПГ отказалось как-либо участвовать в выборах 24 ноября 1984 года, мотивируя это наличием в стране оккупационных войск и антидемократическим избирательным законом. На пленуме ЦК в октябре 1985 это решение было признано ошибочным, поскольку партия не смогла предложить народу альтернативной программы.
На IV съезде КПГ (февраль 1986) был подведён итог 4-летнему правлению либералов и вызванному им политико-институциональному кризису. Широко обсуждался вопрос работы с крестьянами, интеллигенцией, индейцами, деятелями культуры и церкви, вопрос укрепления и роста рядов партии.
КПГ положительно оценила Гватемальские соглашения (Эскипулос - 2), направленные на сохранение мира в регионе.
На IV Пленуме (июнь 1988) ЦК КПГ основной задачей партии назвал объединение народного движения и практическое единство левых сил на основе конкретных совместных действий.
В 1990 году Коммунистическая партия Гондураса была распущена и объединена с Партией патриотического обновления, которая в конечном итоге влилась в Партию демократического единства.
Позднее партия была восстановлена. 9 — 10 апреля 2011 состоялся V съезд КПГ. На съезде был принят новый устав и политическая повестка дня.

## Руководители КПГ
- Каликс Геррера, Мануэль — первый генеральный секретарь Национального управления Коммунистической партии Гондураса
- Рамос Бехарано, Дионисио (псевдоним: Моралес Марио) (генеральный секретарь в 1954 — декабре 1978)
- Падилья Руш, Ригоберто (генеральный секретарь в декабре 1978 — 1998)